# 7998 Ґончі
7998 Ґончі (7998 Gonczi) — астероїд головного поясу, відкритий 15 травня 1985 року.
Тіссеранів параметр щодо Юпітера — 3,544.